# Sexto Otávio Frontão
Sexto Otávio Frontão (em latim: Sextus Octavius Fronto) foi um senador romano nomeado cônsul sufecto para o nundínio de maio a agosto de 86 com Tibério Júlio Cândido Mário Celso. Ainda em 86 foi nomeado legado da Legio I Adiutrix. Depois foi governador da Mésia Inferior entre 92 e 96.